# No. 139 Squadron RAF
Il No. 139 (Jamaica) Squadron RAF era uno Squadron della Royal Air Force che era un'unità da caccia nella prima guerra mondiale ed unità da bombardamento della seconda guerra mondiale fino agli anni 60.

## Prima guerra mondiale
Dopo il rientro in Francia del No. 42 Squadron RAF da ricognizione dal 26 marzo 1918 arriva in Italia una sezione di 6 Bristol F.2 Fighter chiamata Z Flight assegnata alla No. 28 Squadron RAF e poi al No. 34 Squadron RAF.
Dalla metà di marzo la sezione è al Campo di aviazione di Villaverla con 6 Bristol F.2b con 6 piloti e 6 osservatori nel 14° Wing di Sarcedo del Tenente Colonnello Philip Joubert de la Ferté. 
I Bristol Fighter sollevarono gli RE8 dalla responsabilità del lavoro di ricognizione a distanza, compito che avevano svolto, senza perdite sotto scorta, per quattro mesi.
Il 3 aprile, il Bristol F2b (B1185) del 2° tenente William Lennox Vorster e del Tenente Charles le Gros Amy all'inizio non è riuscito a tornare dalla sua missione di ricognizione. Alla fine si sono presentati, ma da quel momento in poi sono stati forniti di una scorta da tre a sei Sopwith Camel.
Il 4 aprile, il Tenente Thomas Cleland Lowe ed il Tenente Henry Vivian Nugent Bankes hanno ottenuto la prima vittoria della "Z" Flight quando hanno abbattuto un Albatros con il loro Bristol F2b (B1214).
Il 2 giugno il 2° Tenente Ernest Maxwell Brown ed il 2° Tenente Harrison Milburn della Z Flight del No. 34 Squadron RAF hanno affermato di aver abbattuto un Albatros D.III nel loro Britstol F2b (C4700), anche se la vittoria non è stata confermata.
La No. 139 Squadron della Royal Air Force è stata costituita il 3 luglio 1918 al Campo di aviazione di Villaverla in Italia ed è stata equipaggiato con l'aereo da caccia Bristol F.2 Fighter. Sempre da luglio 1918 una parte dello Squadron è al Campo di aviazione di Grossa di Gazzo.
Il 23 luglio 1918 il Bristol F.2B Fighter C4759 è stato abbattuto da Miroslav Navratil, che volava sull'Albatros D.III (253.06) della Flik 3J, in fiamme vicino alla stazione ferroviaria di Mattarello (Trento) ed il suo equipaggio, il Tenente William Lennox Vorster ed il Sergente Herbert George Frow, rimase ucciso. Entrambi gli uomini furono sepolti in una tomba che esiste ancora nel cimitero locale.
Fu sciolto il 7 marzo 1919.
Dal 3 luglio 1918 all'armistizio il reparto ha rivendicato la distruzione di 27 aerei nemici (altri sette sono stati classificati come " probabilmente distrutto").
Il 31 agosto 1918 Miroslav Navratil individuò sopra Pergine Valsugana un Bristol F.2 Fighter e si tuffò su di esso con il suo Albatros D.III (253.06), accompagnato dall'altro pilota esperto della pattuglia, Stefan Stec (Albatros 253.08) conseguendo la sua 10a vittoria.

## 1936 - 1945

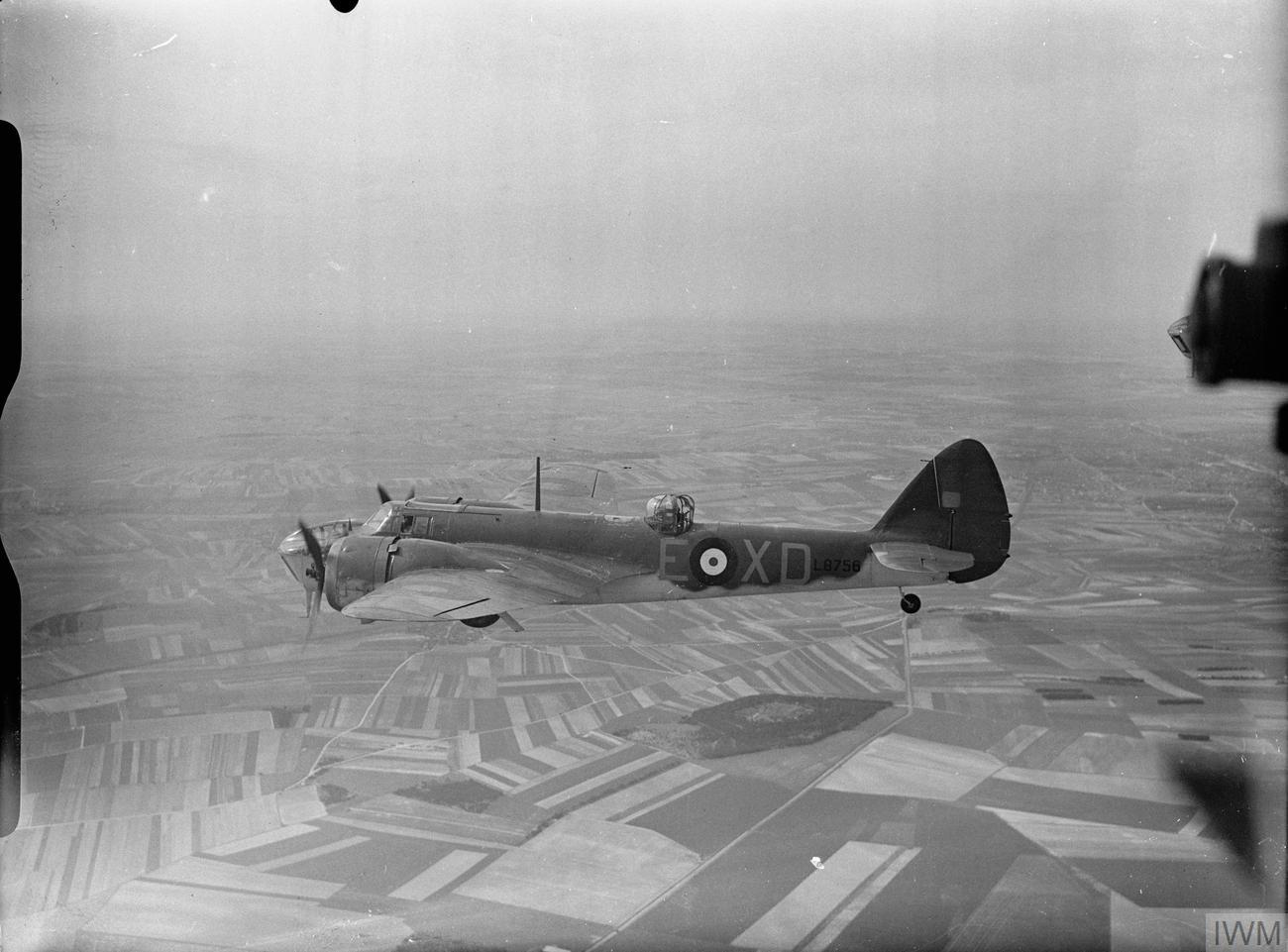
Blenheim IV, L8756 / XD-E dello squadron n. 139, in volo nell'Alta Francia (metà aprile 1940). Questo aereo è sopravvissuto alle prime fasi della guerra per essere messo fuori uso nel maggio 1944. Un Blenheim recante i segni del bombardiere è conservato nel Royal Air Force Museum

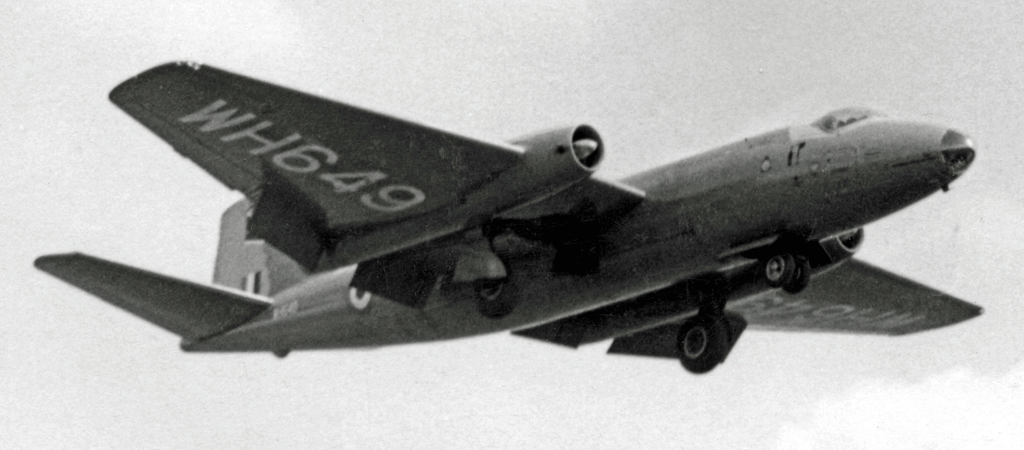
Squadron 139 Canberra B.2 nel 1953

Lo squadron si riformò il 3 settembre 1936 a Wyton vicino a St Ives (Cambridgeshire), equipaggiato prima con gli Hawker Hind e poi con i Bristol Blenheim. Il 3 settembre 1939 un Blenheim IV dello squadrone pilotato da Andrew McPherson fu il primo aereo britannico ad attraversare la costa tedesca dopo che la Gran Bretagna aveva dichiarato guerra alla Germania. Il 4 settembre 1939, gli Squadron n. 110, 107 e 139 guidarono il primo raid aereo della RAF contro la spedizione tedesca vicino a Wilhelmshaven. Nel dicembre del 1939, lo squadron fu trasferito a Betheniville, in Francia, e nel maggio 1940, quando era a Plivot, fu sopraffatto dall'avanzata tedesca e perse la maggior parte dei suoi aerei.
Un giornale giamaicano iniziò un fondo per comprare bombardieri per la Gran Bretagna e in riconoscimento del denaro raccolto per comprare i Blenheim fu deciso di collegare la Giamaica con uno squadron della Royal Air Force, da qui il nome "Giamaica" dato allo squadron. Nel dicembre 1941, lo squadron si convertì al velivolo Lockheed Hudson, che operò in Birmania fino all'aprile del 1942.
Nel giugno del 1942, lo squadron tornò in Inghilterra e riequipaggiato con il Blenheim V prima di passare rapidamente al de Havilland DH.98 Mosquito a Horsham St. Faith vicino a Norwich. Il 3 marzo, ha effettuato un'audace incursione aerea nell'impianto di lavorazione del molibdeno a Knaben di Kvinesdal, in Norvegia. Si ritiene che questo sia stato uno dei raid su cui era basato il film sul 633 Squadron. Come risultato di questo raid, un certo numero di membri dell'equipaggio di volo ha ricevuto decorazioni.
Entrò a far parte della forza di esplorazione del Bomber Command nel luglio del 1943 e rimase tale per il resto della guerra.

## Il dopoguerra
Lo squadron venne equipaggiato con l'English Electric Canberra B2 alla RAF Hemswell, a 12,6 km ad est di Gainsborough (Lincolnshire), a partire dal novembre 1952. Si sciolse il 31 dicembre 1959 e si riformò nuovamente presso la RAF Wittering di Peterborough il 1º gennaio 1962 con gli Handley Page HP.80 Victor B2, prima di essere definitivamente sciolto il 31 dicembre 1968.